# Knútsdrápa
Les Knútsdrápur (pluriel de Knútsdrápa ) sont des compositions skaldiques en vieux norrois sous la forme de drápur récités en l'honneur de Knut le Grand. Il en existe plusieurs :
- Le Knútsdrápa d'Óttarr svarti
- Le Knútsdrapa de Sigvatr Þórðarson
- Huit fragments poétiques censées provenir d'un seul Knútsdrapa par Hallvarðr háreksblesi